# Yellow Paul Wong
《Yellow Paul Wong》是香港歌手黃貫中發行第一张粵語专辑。於2001年1月10日發行。

## 背景
當Beyond在1999年宣布三位成員投入各自的個人發展，黃貫中便是三人之中最先發表個人專輯的成員。 唱片裡除了新組成的樂隊汗之外，亦邀講了LMF、張亞東、Mick Karn、Sugizo、Funky未吉覺等中外樂人參與製作.

## 製作過程
黃貫中在訪問中透露專輯的創作過程基本上和過往沒有多大分別，仍然是以木結他創作旋律，伴奏樂隊也會給於意見，當大部份的歌曲皆完成後，黃貫中作出了新的嘗試，就是先帶同新樂隊汗在馬來西亞進行演出，將所有將要收錄在新專輯的歌曲皆表演過，才返回錄音室灌錄。整張專輯的主要灌錄工程皆在新設立的Polar Bear Studio進行，另外還特別遠赴英國的Abbey Road Studio進行Mastering製作。

## 曲目
| 次序 | 歌名                       | 作曲   | 填詞                             | 編曲   | 監製   |
| ---- | -------------------------- | ------ | -------------------------------- | ------ | ------ |
| 1.   | 無得比                     | 黃貫中 | 劉卓輝                           | 黃貫中 | 黃貫中 |
| 2.   | 丟架                       | 黃貫中 | 黃貫中                           | 黃貫中 | 黃貫中 |
| 3.   | 某日                       | 黃貫中 | 黃貫中                           | 黃貫中 | 黃貫中 |
| 4.   | 睡火山                     | 黃貫中 | 黃貫中                           | 黃貫中 | 黃貫中 |
| 5.   | 乜Q報章                    | 黃貫中 | 黃貫中                           | 黃貫中 | 黃貫中 |
| 6.   | 香港一定得                 | 黃貫中 | MC仁/陳偉雄/梁永傑/孫國華/麥文威 | 黃貫中 | 黃貫中 |
| 7.   | 沒有                       | 黃貫中 | 黃貫中                           | 黃貫中 | 黃貫中 |
| 8.   | 有路                       | 黃貫中 | 劉卓輝                           | 黃貫中 | 黃貫中 |
| 9.   | 貫中的動物園(instrumental) | 黃貫中 | -                                | 黃貫中 | 黃貫中 |
| 10.  | 香港晚安                   | 黃貫中 | 劉卓輝                           | 張亞東 | 黃貫中 |
| 11.  | 廢墟                       | 黃貫中 | 劉卓輝                           | 黃貫中 | 黃貫中 |